# (37528) 1975 SX
(37528) 1975 SX est un objet de la ceinture principale extérieure découvert en 1975.

## Description
(37528) 1975 SX a été découvert le 30 septembre 1975 à l'observatoire Palomar, situé au nord de San Diego en Californie, par Schelte J. Bus.

### Caractéristiques orbitales
L'orbite de cet astéroïde est caractérisée par un demi-grand axe de 3,30 ua, un périhélie de 2,79 ua, une excentricité de 0,15 et une inclinaison de 1,53° par rapport à l'écliptique. Du fait de ces caractéristiques, à savoir un demi-grand axe entre 3,2 et 4,6 ua, il est classé, selon la JPL Small-Body Database, comme objet de la ceinture principale extérieure.

### Caractéristiques physiques
(37528) 1975 SX a une magnitude absolue (H) de 14,4 et un albédo estimé à 0,049.